# Rolfe Kent
Rolfe Robin Kent (ur. 1963 w St Albans) – brytyjski kompozytor muzyki filmowej.

## Życiorys
W 1986 roku ukończył psychologię na Uniwersytecie w Leeds, po czym wykładał na Leeds Metropolitan University. Przeprowadził się do Londynu, aby skupić się na muzyce filmowej. Obecnie mieszka w Los Angeles w Kalifornii.
Skomponował lub współtworzył muzykę do filmów takich jak:
- Gambit, czyli jak ograć króla (2012)
- Kobieta na skraju dojrzałości (2011)
- Pan Popper i jego pingwiny (2011)
- Charlie St. Cloud (2010)
- Pan i pani Kiler (2010)
- Człowiek, który gapił się na kozy (2009)
- Znów mam 17 lat (2009)
- Duchy moich byłych (2009)
- W chmurach (2009)
- Szczęśliwy powrót (2008)
- Zabić wspomnienia (2007)
- W pogoni za zbrodniarzem (2007)
- Polowanie na druhny (2005)
- Dziękujemy za palenie (2005)
- Bezdroża (2004)
- Zakręcony piątek (2003)
- Schmidt (2002)
- Legalna blondynka (2001)
- Kate i Leopold (2001)
- Charlie Cykor (2000)
- Wybory (1999)
- Matador (1986)

W 2002 roku został nominowany do Nagrody Satelity za ścieżkę dźwiękową do Legalnej blondynki, a w 2009 roku zdobył tę nagrodę za muzykę do filmu W chmurach. W 2004 roku został nominowany do nagrody Złotego Globu w kategorii najlepsza muzyka filmowa za Bezdroża. Kent był również nominowany za najciekawszy motyw przewodni, który skomponował do serialu Dexter (2006).